# Serap Riedel

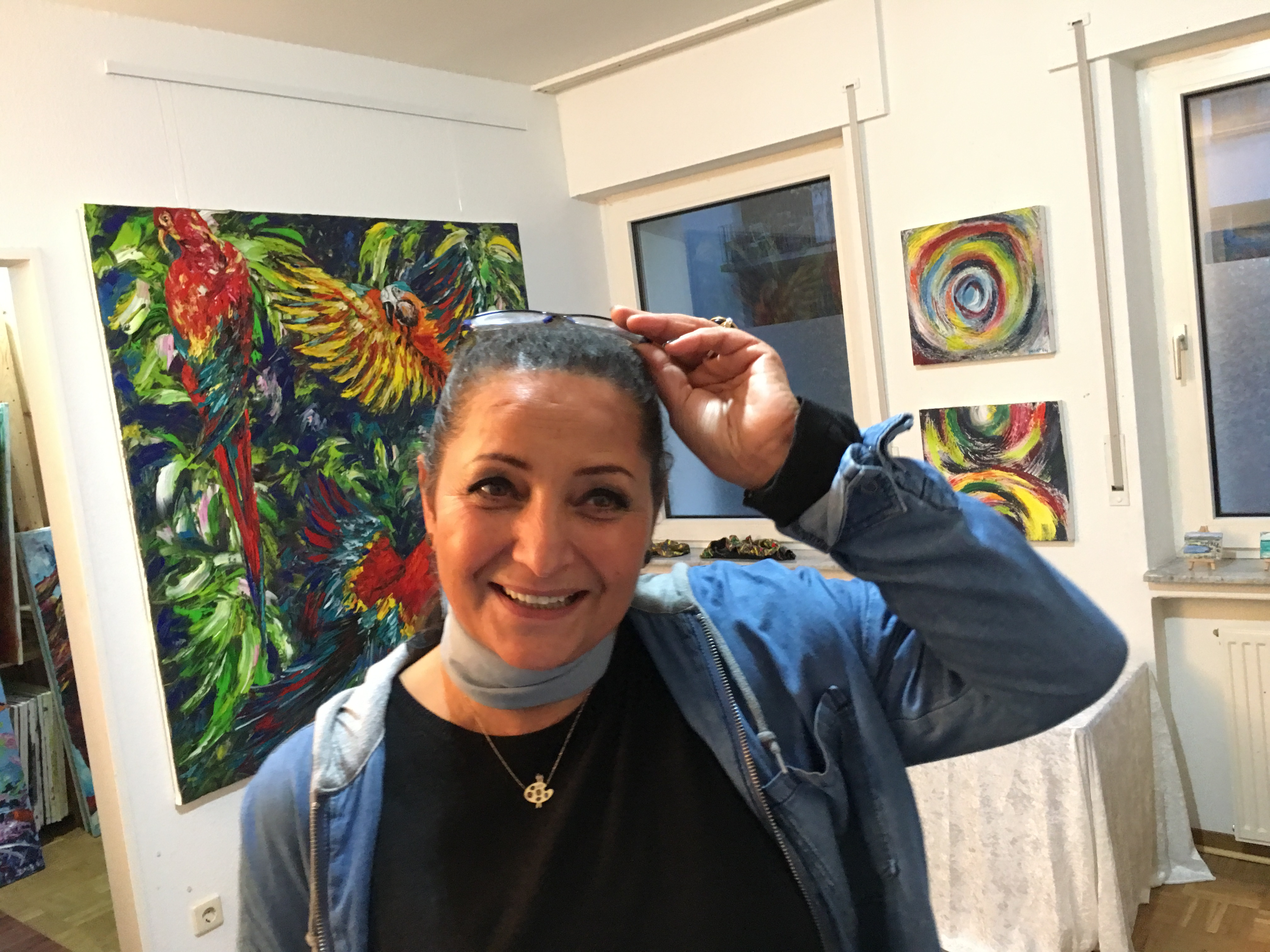
Serap Riedel in ihrem Atelier in Duisburg im Oktober 2016

Serap Riedel (* 19. Juli 1960 in Sivas, Türkei, als Sevunur Demiray) ist eine deutsch-türkische Malerin.

## Leben
Serap Riedel wurde 1960 in Sivas, Türkei, als Tochter eines türkischen Beamten, der Ende der 1960er Jahre als Gastarbeiter nach Deutschland gegangen war, geboren und übersiedelte 1975 im Rahmen einer Familienzusammenführung nach Deutschland. Sie lebt in Duisburg, seit 2013 auch in Datça, Türkei. Sie ist verheiratet und seit 1998 eingebürgert.
Serap Riedel unterstützt die Integration von Zuwanderern sowie die Langzeitbetreuung und Förderung alkohol- und medikamentenabhängiger Frauen und Männer durch kunsttherapeutisches Arbeiten mit den Betroffenen. Sie arbeitet in der Erwachsenenbildung als Dozentin für Acrylmalerei.
Riedel sieht sich als unabhängige Künstlerin, die im Leben gewonnene Eindrücke abhängig von ihrer Stimmung frei von stilistischen Zwängen in künstlerischen Ausdruck umwandelt. Dabei sieht sie ihr Schaffen in einem fortwährenden und fortschreitenden vielseitigen kreativen Prozess ständiger Erneuerung, der sowohl in realistischer als auch in abstrakter Darstellung Ausdruck finden kann.
Seit 1990 hat sie nach dem weitgehend autodidaktischen Erlernen verschiedener Techniken und Stile zahlreiche Kunstwerke in vielfältigen Techniken mit den unterschiedlichsten Themen geschaffen, die Gefühle ausdrücken und hervorrufen sollen, die Geschichten erzählen und Fragen stellen. Der Besuch der Freien Akademie der bildenden Künste in Essen in den Jahren 2007 und 2008 bei Bernard Lokai (Meisterschüler von Gerhard Richter) und Henning Bertram (Meisterschüler Malerei bei Johannes Geccelli, Armando und Georg Baselitz) animierte sie zum Beschreiten neuer Wege, u. a. in der Abstraktion und der Darstellung des Menschen.
Sie arbeitet mit unterschiedlichen stilistischen Mitteln und setzt verschiedene Techniken ein: Sie arbeitet mit Öl- und Acrylfarben auf Papier und Leinwand, ist aber auch offen für andere Farben und Untergründe, in unterschiedlichen Größen, von der 10 mal 10 cm kleinen Miniatur bis zum Wand füllenden Großformat. Seit 2013 arbeitet sie auch mit Ton.
Seit 2014 unterstützt sie als Gastkünstlerin die UKKSA (Uluslararasi Knidos Kültür Sanat Akademisi – Internationale Knidos Kultur und Kunst Akademie).
2018 illustrierte sie das türkisch-deutschsprachige Kinderbuch Elif ve Atlar – Elif und die Pferde des Schriftstellers Molla Demirel.

## Ausstellungen
Seit 2003 zeigt Serap Riedel ihre Werke in Ausstellungen, überwiegend in öffentlichen Gebäuden, zunächst im Raum Duisburg/Essen, seit 2012 auch darüber hinaus, seit 2014 auch regelmäßig in Galerien in der Türkei.
Nach vorangegangenen Ausstellungen im Landessozialgericht Essen (2003) und in den Sozialgerichten Duisburg (2005) und Münster (2012) erhielt sie die Einladung, aus Anlass des Jubiläums „60 Jahre Bundessozialgericht“ im Bundessozialgericht die Ausstellung „Instanzenzug – Eine künstlerische Auseinandersetzung mit Recht und Gerechtigkeit“ (2014) zu gestalten.

## Werke (Auswahl)

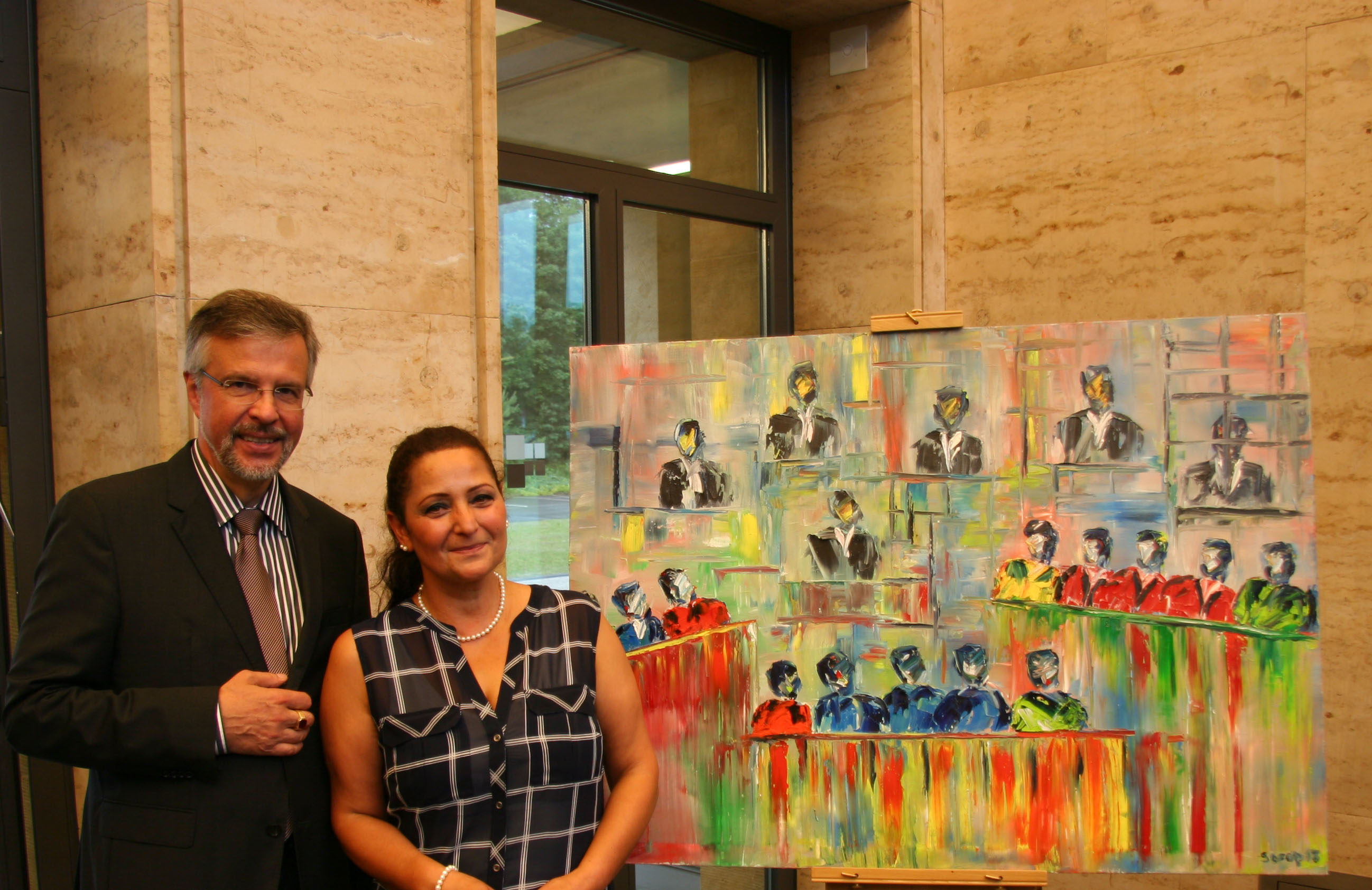
Instanzenzug, 2013, Öl auf Leinwand, 120 × 87 cm

## Einzelausstellungen (Auswahl)
- Begegnungen mit Menschen und Landschaften  2003, Essen
- Wirken und Wirkung  2005, Duisburg
- Durch – Schauen  2006, Duisburg
- Sichtweisen – Sicht weisen – Sichtweisen  2010, Duisburg
- Eindruck – Ausdruck   2012, Duisburg
- Raum geben  2012/2013, Münster
- Kunst-Wandel am Innenhafen 2013, Duisburg
- sichtbar machen   2013, Galerie ruhrKunstort, Duisburg
- ... auf Reisen ...  2013/2014, Nottuln
- Instanzenzug – Eine künstlerische Auseinandersetzung mit Recht und Gerechtigkeit  2014, Kassel
- Tanıtmak, Tanımak ... Vorstellen, Kennenlernen ... Introducing, Meeting Each Other ...  2014, Liman Sanat Galerisi (Galerie Kunst-Hafen), Datca, Türkei
- Seite um Seite 2015, Herne
- Rüya(mı)...? – Träume(n)...?  2015, Galerisi Kırmızı Kapı (Galerie Rote Tür), Datca, Türkei
- Wandlungen  2016, Galerie im Steinhof, Duisburg
- Die Stimmen der Farben  2016, Hamm
- Im Rahmen der Kunst 2016/2017, Dinslaken
- Blickwinkel 2017, Duisburg – Rheinhausen
- Derin – Tief 2017, Siena Sanat Galerisi, Datca, Türkei
- Verweilen, 2017, Wustrau
- Der weite Weg, 2018, Duisburg – Rheinhausen
- Haltestelle, 2019, Düsseldorf
- Yaz Kültür Sanat Festivali (Sommer Kunst und Kultur Festival), 2019, Istanbul
- Nach Aufruf ..., 2019/2020, Duisburg
- „Nasıl Gürüyorum...“, zu deutsch „Wie ich es sehe...“, 2022, Datca, Türkei
- Auf den zweiten Blick, 2024, Recklinghausen
- Kompositionen, 2024, Dortmund

## Gruppenausstellungen
- Gegenwart der Farben (mit Elly Kemper, Mariam El-Sayed Ali und Michael Reinker, präsentiert von Kaktus e.V. Münster)  2013/2014, Münster
- Treffpunkt (mit Britta Odenthal, Nerkiz Sahin, Sevim Ünal, Ralf Lüttmann und Hektor Troyali)  2014, Duisburg
- Gemeinsam – Gegensätzlich (mit Hektor Troyali)  2014, Duisburg
- Buluşma – Meeting (mit Mine Soral und Apostrofes)  2015, Aydın Kanza Kültür ve Sanat Salonu, (Aydın Kanza Kultur und Kunst Salon) Antalya, Türkei
- Oben Unten (mit Heinz Spütz, Karl Schwers und Michael Metzner)  2016, Recklinghausen
- Buluşma – Meeting Insan ve Yaşam (Menschen und Leben) – mit Mine Soral und Apostrofes,  2016, Fikret Otyam Sanat Galerisi (Fiket Otyam Kunst Galerie), Antalya, Türkei
- Buluşma – Rüyaların Fısılıtısı (Traumgeflüster) mit Mine Soral und Apostrofes, 2017, Çatal Mağara Sergi Salonu (Ausstellungs Salon Zwillingshöhle), Datca, Türkei
- Verbindung___en (mit Chinmayo, Bernd Meyer, Hektor Troyali, Martina Meyer-Heil und Kemal Balkan), 2018, Duisburg
- Kunstfrühling (mit Kristiane Schöpper, Ria Maris, Dore Miething-Buschmann und Klaus-Dieter Hedwig), 2018, Münster
- Mavi Ağustos (Blauer August), 2018, Nişart Galerie, Bodrum, Türkei
- Datca Ruhu (Datcas Seele), 2018, Liman Sergi Salonu, Datca, Türkei
- Doğaya Saygi (Respekt vor der Natur), 2018, UKKSA, Datca Yakakoy, Türkei
- Göç ve Kimlikler (Migration und Identitäten), 2019, UKKSA, Datca Yakakoy, Türkei
- Ataşehir Sanatla Buluşuyor (Ataşehir trifft Kunst), 2019, Istanbul
- 96. Yila Özel 96 Eser Cumhuriyet Sergisi (Sonderausstellung 96. Jahrestag der Republik mit 96 Werken), 2019, Antalya, Türkei
- Şarabi Plastik Sanatlar Sergisi – Ausstellung der Bildenden Künste, 2020, Datca, Türkei
- GAIA The Origin, 2021, M.A.D.S. Art Gallery, Mailand, Italien
- 8 Mart 8 Kadın (8. März 8 Frauen) mit Mine Soral, 2022, Datca, Türkei
- Gegen Krieg und Gewalt, 2022, Galerie DU/ART, Duisburg
- Sanatın Işığında Farkındalık (Bewusstsein im Licht der Kunst) – mit Mine Soral, Nahide Lajus und Yasemin Özen Gök, 2023, Datca, Türkei
- Denn was sind wir ohne Hoffnung im Herzen? (Ausstellung zum Schein und Sein von Migration diesseits und jenseits der Grenze. Veranstaltung im Rahmen der 46. Duisburger Akzente - Sein und Schein; mit Ahmed Khalil und Reiner Siebert), 2025, Duisburg

## Kunstmessen
- Artist 2014, Istanbul
- Istanbul Art Show 2018, Istanbul
- International Contemporary Art Fair 2021, Monaco
- ArtExpo 2024, Paris
- IAAF (Istanbul Art & Antique Fair) 2024, Istanbul
- II. ANTALYA ÇAĞDAŞ SANAT FUARI 2025, Antalya